# Tony Strobl
Anthony Joseph «Tony» Strobl (Cleveland, Ohio, Estados Unidos, 12 de mayo de 1915 – 29 de diciembre de 1991) fue un historietista, artista y animador estadounidense. Nació en Cleveland, Ohio, y asistió al Instituto de Arte de Cleveland entre los años 1933–37 con Jerry Siegel y Joe Shuster, que ayudó a Strobl a crear al personaje de Superman. Gerard Jones en su libro Hombres del Mañana revela que en un momento Jerry Siegel contempló terminar su asociación con Shuster en desarrollar lo que se convirtió en Superman y trabajar con otra persona. Strobl estaba entre los que se le acercó con respeto, pero finalmente lo negó, sintiendo que su estilo más caricaturesco era adecuado para un personaje tan serio.
- Datos: Q724557